# Baixo acústico

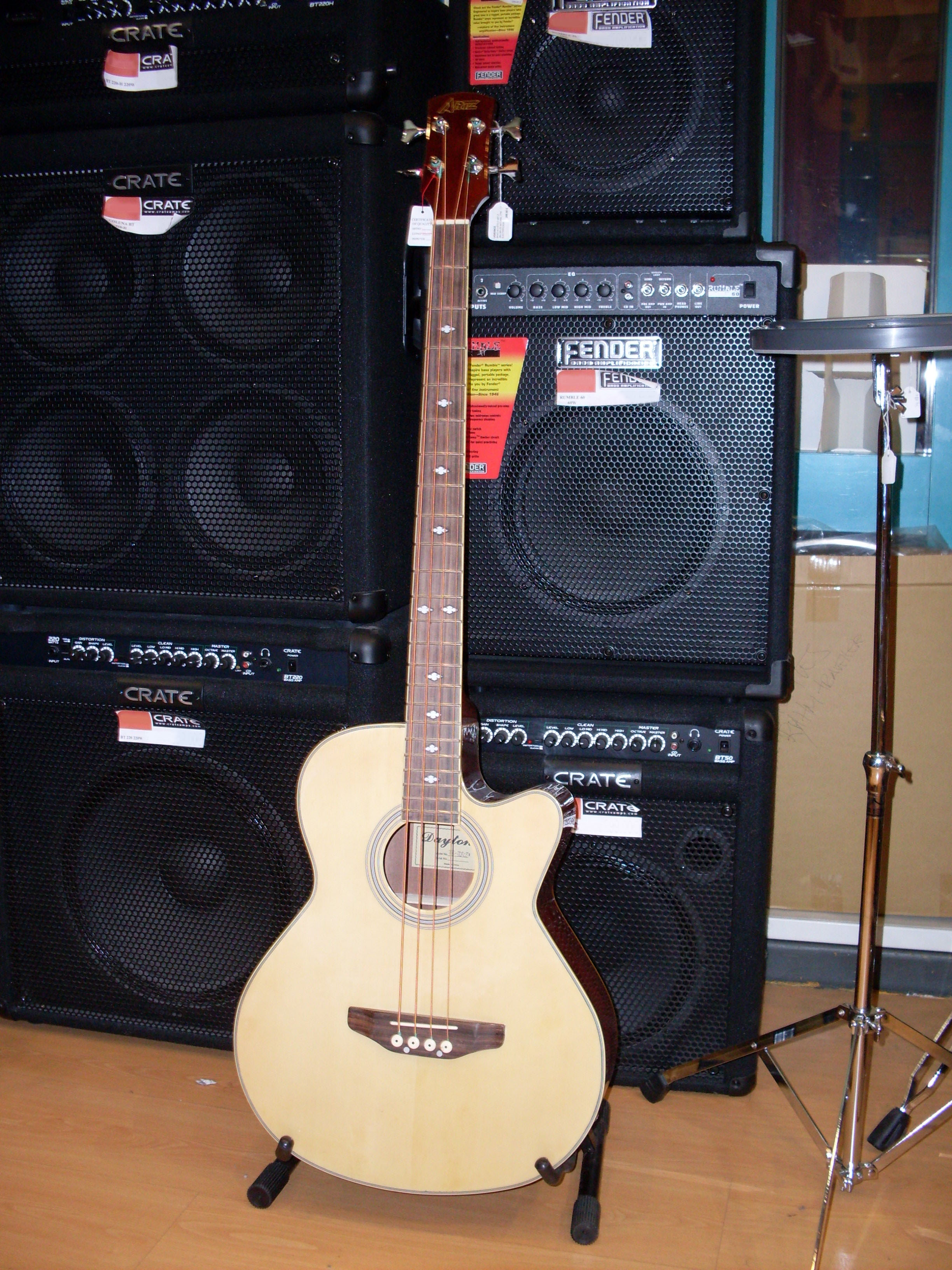
Um baixo acústico com cordas de aço em exposição numa loja.

Baixo acústico, também chamado popularmente de baixolão, é um baixo que usa apenas métodos acústicos para projectar o som produzido pelas suas cordas, ao contrário do baixo elétrico. O baixo é um dos raros casos de instrumentos musicais cuja versão eletrificada surgiu antes da acústica; enquanto Leo Fender introduziu no mercado seu primeiro modelo elétrico, o Fender Precision Bass, em 1951, e só depois, em 1972, é que surgiu a versão acústica, por Ernie Ball, de San Luis Obispo, então um os maiores fabricantes estadunidenses de instrumentos musicais.
Embora já existissem instrumentos destinados a fazer a parte dos baixos das músicas, o baixo acústico surgiu de uma ideia depois que Ball pensou: "se existe o baixo elétrico que toca com a guitarra elétrica numa banda elétrica, porque não criar um baixo acústico para tocar com uma guitarra acústica numa banda acústica?" Similarmente ao baixo elétrico original, o baixo acústico tem quatro cordas, que são afinadas, normalmente, Mi, Lá, Ré e Sol, mas uma oitava abaixo das cordas mais graves da guitarra de seis cordas, e com o corpo oco, como na guitarra acústica (embora maior). Assim como no baixo elétrico, modelos com cinco ou mais cordas já foram produzidos, embora estes não sejam tão comuns, em parte porque a caixa de ressonância da guitarra baixo acústico ainda é pequena demais para produzir uma amplitude de volume suficientemente satisfatória na tessitura dos tons graves audíveis. Uma das soluções para o baixo acústico de cinco cordas é ter as cordas Mi, Lá, Ré, Sol e Dó, em vez de Si, Mi, Lá, Ré, e Sol.  Uma alternativa para os baixos acústicos de cinco cordas é amplificar o som deles com um captador. A partir daí, o baixo acústico foi se desenvolvendo, adquirindo características próprias que o distinguem tanto do baixo elétrico como da guitarra acústica.
Existem vários modelos de baixo acústico, mas podem ser simplificados em dois grupos:
- os de cordas de aço, sobretudo baseados na guitarra folk, com a parte livre do braço mais longa (até ao 15.º trasto), e madeiras mais claras, como por exemplo, da família das piceas; são frequentemente eletrificados, e às vezes com um recorte na caixa para permitir o acesso às notas mais agudas;
- os de cordas de nylon, sobretudo baseados na guitarra clássica, com a parte livre do braço mais curta (até ao 12.º trasto), e madeiras mais escuras, por exemplo, cedro; são também chamados de “Baixo Estranho”, e são usados, por exemplo, em géneros musicais da América latina e no fado.